# Ectinohoplia chrysura
Ectinohoplia chrysura är en skalbaggsart som beskrevs av Edmund Reitter 1903. Ectinohoplia chrysura ingår i släktet Ectinohoplia och familjen Melolonthidae. Inga underarter finns listade i Catalogue of Life.